# Xã Union, Quận Auglaize, Ohio
Xã Union (tiếng Anh: Union Township) là một xã thuộc quận Auglaize, tiểu bang Ohio, Hoa Kỳ. Năm 2010, dân số của xã này là 1.902 người.